# Jardineria urbana

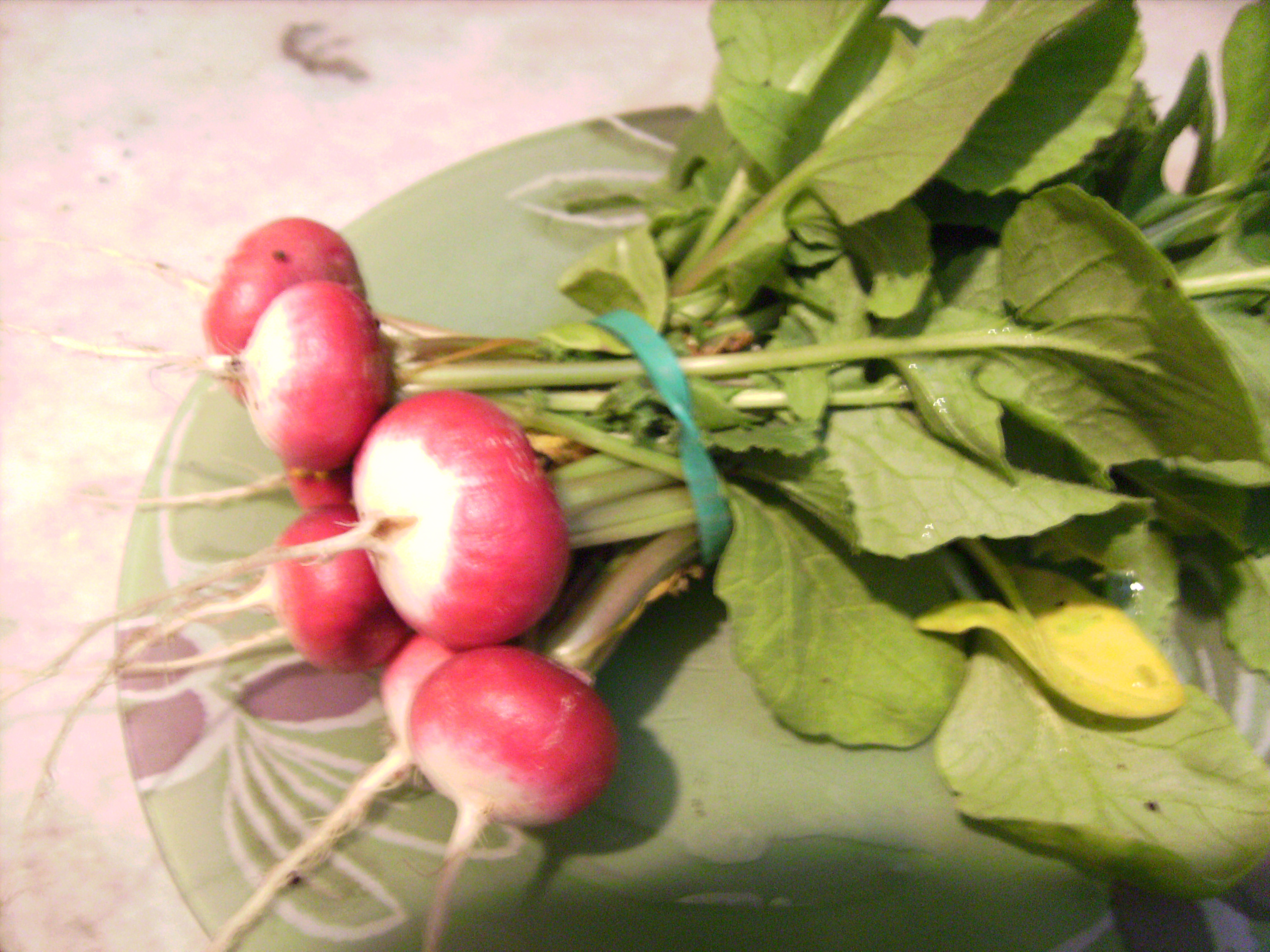
Ravenets cultivats a una terrassa de la ciutat de Barcelona

La jardineria urbana és la pràctica de la jardineria a ciutat. En funció de l'organització, del perfil dels explotadors, se l'anomena igualment jardí comunitari, jardí familiar, o jardí obrer. Segons el lloc d'implantació dels conreus parlarem de jardí sobre terrassa, de jardí penjant, de mur viu (o mur vegetal), de teulada vegetal.
La dimensió de certs jardins a ciutat, recorda l'art floral japonès, es pot parlar de microjardineria, practicada per veritables apassionats. Utilitzen el menor espai de terra possible.